# Burkhard Lenniger

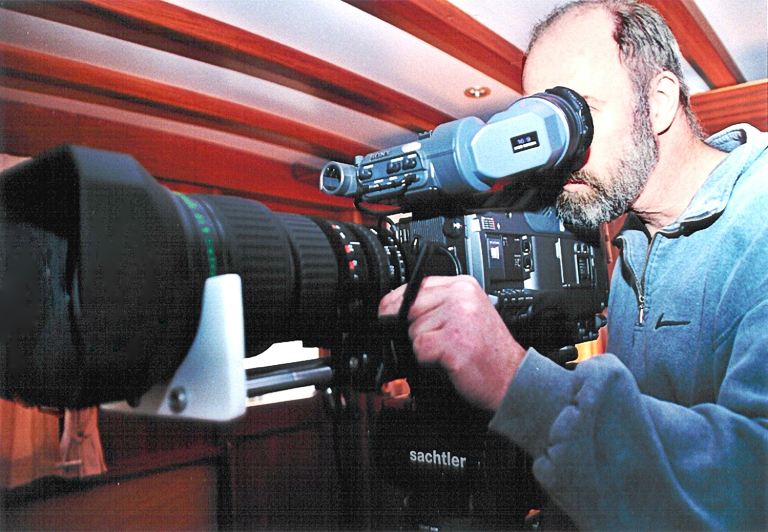
Burkhard Lenniger bei Aufnahmen an Bord der Pirol

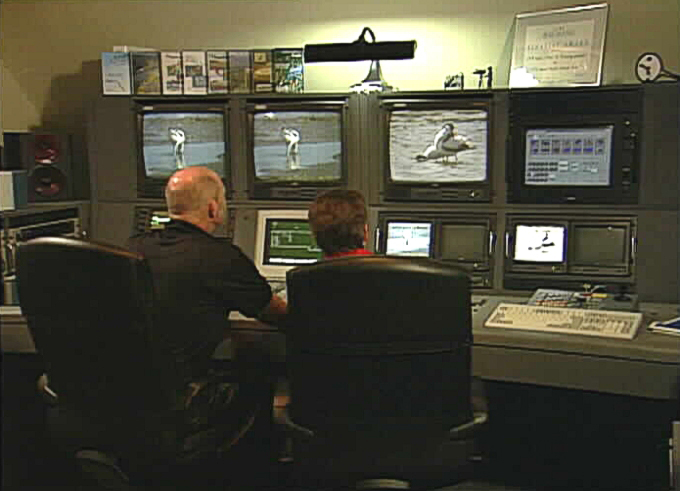
Filmschnitt im eigenen Studio

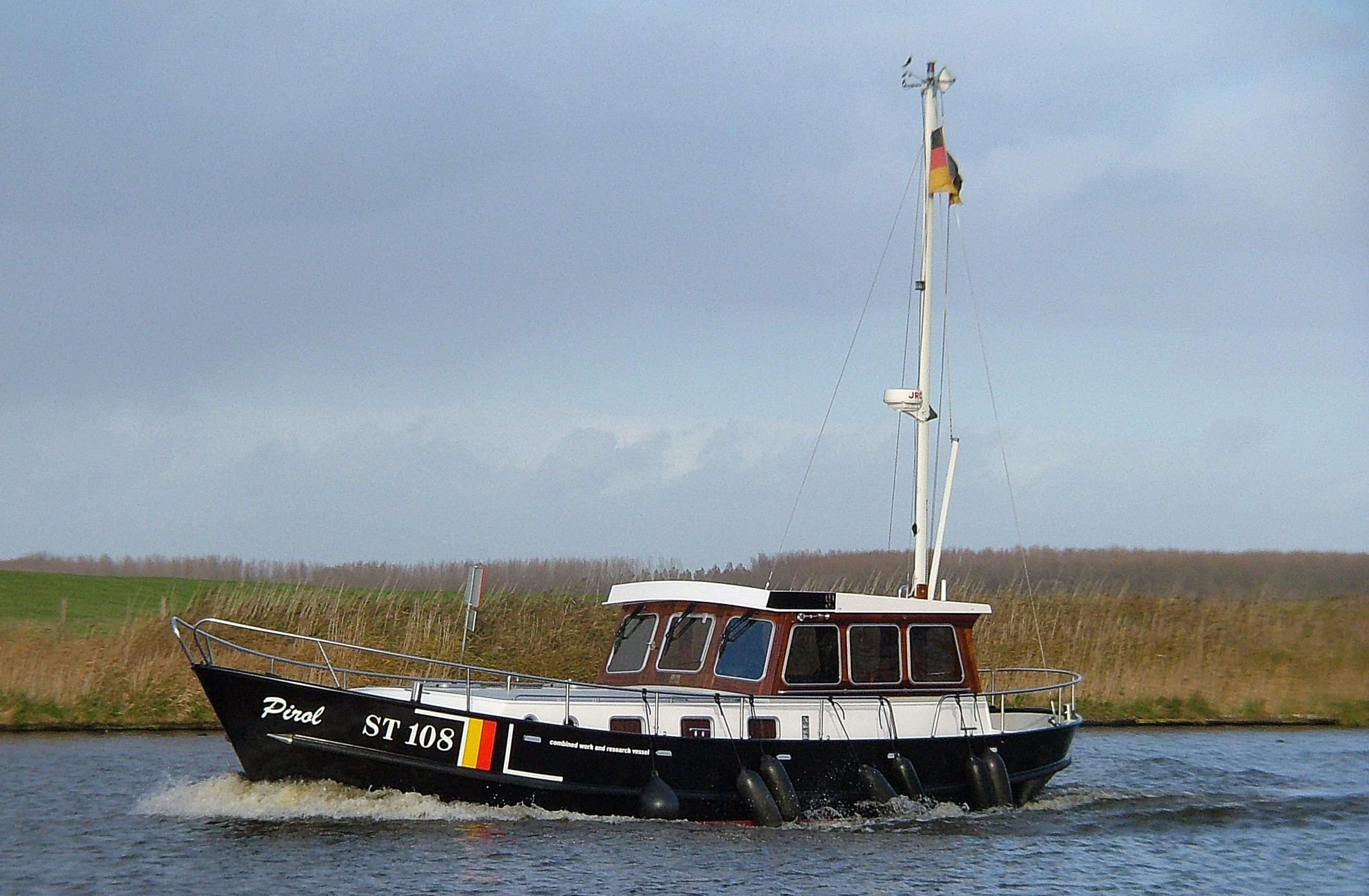
Lennigers Schiff Pirol

Burkhard Lenniger (* 21. April 1955 in Lemgo) ist ein deutscher Dokumentarfilmer, Drehbuchautor, Kameramann, Filmeditor, Regisseur und Filmproduzent.

## Leben und Wirken
Burkhard Lenniger trat 1973 in den Polizeidienst Nordrhein-Westfalen ein, baute dort u. a. das SEK in Bielefeld mit auf, wurde in den Dienst der Kriminalpolizei des Landes Niedersachsen übernommen und war u. a. im dortigen Landeskriminalamt beim Staatsschutz tätig. Aufgrund eines Krebsleidens wurde er 1989 in den Ruhestand versetzt.
Ab 1990 widmete er sich dem Dokumentarfilm mit den Schwerpunkten Wasser, Natur und Technik. Lenniger ist Autodidakt. Sein Film Nigehörn, eine neue Vogelschutzinsel wächst aus dem Meer erhielt 1991 von der Filmbewertungsstelle Wiesbaden das Prädikat wertvoll. Daraufhin erhielt Lenniger vom ZDF den Auftrag, einen Beitrag über die Insel Nigehörn für die Sendung „Telezoo“ zu bearbeiten und zu produzieren. Insgesamt sieben seiner Filme erhielten das Filmprädikat der Wiesbadener Filmbewertungsstelle. Seinen Filmen wurden 30 nationale und internationale Auszeichnungen und Prädikate verliehen.
1993 ließ Lenniger für 455.000 Mark (ca. 220.000 Euro) das Schiff Pirol bauen, das er im Wattenmeer der Nordsee trockenfallen lassen konnte, um seine Naturaufnahmen zu drehen.
Seine Ehefrau Angelika, Biologielehrerin, unterstützte ihn bei seiner Arbeit.
Das Ehepaar lebt in Otterndorf bei Cuxhaven.

## Rechtsstreit um diePirol
Aufgrund von Steuernachforderungen von rund 60.000 Euro in den Jahren 2002 und 2003 wegen vermuteter privater Nutzung seines Schiffes Pirol führte Lenniger mehrjährige Auseinandersetzungen mit der Finanzverwaltung. Diverse regionale und überregionale Medien berichteten über den Konflikt.
Lenniger forderte eine Anerkennung aller Kosten für die Pirol als reines Arbeits- und Forschungsschiff. Seine Widersprüche beim Cuxhavener Finanzamt, die Einschaltung von und Schlichtungsversuche durch damalige niedersächsische Politiker wie des Grünen-Abgeordneten Hans-Jürgen Klein des Finanzministers Hartmut Möllring, des CDU-Abgeordneten David McAllister und des Ministerpräsidenten Christian Wulff blieben jedoch ebenso erfolglos wie eine Klage beim Niedersächsischen Finanzgericht. Lennigers Klage gegen einen leitenden Finanzbeamten wegen Rechtsbeugung lehnte das Oberlandesgericht Celle ab.
In einer Klage vor dem Bundesverfassungsgericht (2005) berief Lenniger sich auf die im Grundgesetz verbriefte Kunstfreiheit sowie das Recht auf freie Wahl des Arbeitsplatzes. Diese und eine weitere, 2006 eingereichte Verfassungsbeschwerde wurden wegen fehlender Ausschöpfung des Rechtsweges abgelehnt.

## Rechtsstreit mit Mecklenburg-Vorpommern
Im Zuge eines Rechtsstreits mit dem Umweltministerium in Mecklenburg-Vorpommern ließ Lenniger in die Landeskasse pfänden. Das Ministerium hatte ihm den Auftrag erteilt, die Hochwasserkatastrophe im Jahr 2002 an der Elbe, überwiegend von einem Hubschrauber aus, zu filmen. Der Bund der Steuerzahler nahm diesen Fall 2006 in sein Schwarzbuch Die öffentliche Verschwendung auf.

## Werke
- 1988	Elbe 1, die Ära der bemannten Feuerschiffe geht zu Ende
- 1990	Nigehörn, eine neue Vogelschutzinsel wächst aus dem Meer
- 1990	Nigehörn, eine Vogelschutzinsel aus Menschenhand, ZDF
- 1991	Die Deponie
- 1991	The waste tipp
- 1991	Deutsche Fischfang-Union (deutsch / englisch)
- 1991	Der Ausbau einer Wasserstraße – D-E-K Strecke Ladbergen
- 1992	Innovationen im Erdbau Teil I
- 1992	Innovationen im Erdbau Teil II
- 1992	Innovationen im Erdbau Teil III
- 1992	Keen nich will dieken
- 1992	Erdbau für große Bebauungsflächen der Industrie
- 1993	Deponietechnik heute
- 1993	Die Reinigung von Deponiesickerwasser mit der Umkehrosmosetechnologie (deutsch/englisch)
- 1993	Die Deponie Ihlenberg (deutsch/englisch)
- 1993	Der Ausbau der Außenweser
- 1993	Seehafen Cuxhaven
- 1993	Deichbau und Natur, Hochwasserschutz in Hamburg
- 1993	MTW Schiffswerft in Wismar
- 1993	Innovationen im Erdbau
- 1993	Innovationen im Erdbau Version II
- 1994	Der neue Kurs, das Konzept der Zukunft, Volkswerft Stralsund
- 1994	Die Emsvertiefung, Analysen, Alternativen, Argumente
- 1994	Seekanal Rostock, Ausbau einer Wasserstraße
- 1994	Ausbau des nördl. Peenestroms
- 1995	VSS Verkehrssicherungssystem Elbe (deutsch/englisch)
- 1996	Die Mosel, Ausbau einer Wasserstraße (deutsch/engl./franz.)
- 1996	Eiszeit 95 / 96
- 1996	Lebensader Rhein, Modellfall einer Flusssanierung
- 1997	Ausbau der Seeschifffahrtsstraße Elbe, Fahrrinnenanpassung
- 1998	Trinkwasser-Reservoir für Millionen
- 1998	Rheinhochwasser, Schicksal oder vermeidbar
- 1999	Küstenschutz, Risiken am Emssperrwerk
- 2000	Begegnungen mit Eisbrechern und Packeis
- 2000	Begegnungen mit Blässhühnern
- 2000	Begegnungen mit Haubentauchern, Vogel des Jahres 2001
- 2000	Begegnungen mit Brandgänsen, Seeschwalben, Säbelschnäblern
- 2000  Begegnungen mit Schnepfe, Kampfläufer und Großem Brachvogel
- 2000  Begegnungen mit Wildgänsen, Regenpfeifern und Kiebitzen
- 2000  Begegnungen mit Rotschenkel, Steinwälzer, Austernfischer
- 2002	Jeder cm zählt, Hochwasser-Schutz am Niederrhein
- 2002	Jeder cm zählt, interaktive DVD (deutsch/englisch/niederl.)

## Auszeichnungen
- 7× das Filmprädikat „wertvoll“ der Filmbewertungsstelle Wiesbaden[2]
- Comenius-Siegel 2003 der Gesellschaft für Pädagogik und Information (GPI) für Jeder cm zählt...[13][14]
- insgesamt 30 nationale und internationale Filmauszeichnungen und -prädikate[2][3]